# Igor Konovalov
Bản mẫu:Eastern Slavic name
Igor Olegovich Konovalov (tiếng Nga: Игорь Олегович Коновалов; sinh ngày 8 tháng 7 năm 1996) là một cầu thủ bóng đá người Nga. Anh chơi ở vị trí tiền vệ trung tâm cho F.K. Rubin Kazan.

## Sự nghiệp câu lạc bộ
Anh ra mắt chuyên nghiệp vào ngày 31 tháng 7 năm 2015 cho F.K. Kuban Krasnodar trong trận đấu tại Giải bóng đá ngoại hạng Nga trước F.K. Ufa.
Ngày 22 tháng 2 năm 2018, anh ký bản hợp đồng dài hạn cùng với F.K. Rubin Kazan.

## Thống kê sự nghiệp
Tính đến 13 tháng 5 năm 2018
| Câu lạc bộ          | Mùa giải            | Giải vô địch                | Giải vô địch | Giải vô địch | Cúp     | Cúp       | Châu lục | Châu lục  | Tổng cộng | Tổng cộng |
| Câu lạc bộ          | Mùa giải            | Hạng đấu                    | Số trận      | Bàn thắng    | Số trận | Bàn thắng | Số trận  | Bàn thắng | Số trận   | Bàn thắng |
| ------------------- | ------------------- | --------------------------- | ------------ | ------------ | ------- | --------- | -------- | --------- | --------- | --------- |
| Spartak Moskva      | 2013–14             | Giải bóng đá ngoại hạng Nga | 0            | 0            | 0       | 0         | 0        | 0         | 0         | 0         |
| Kuban Krasnodar     | 2014–15             | Giải bóng đá ngoại hạng Nga | 0            | 0            | 0       | 0         | –        | –         | 0         | 0         |
| Kuban Krasnodar     | 2015–16             | Giải bóng đá ngoại hạng Nga | 3            | 0            | 1       | 0         | –        | –         | 4         | 0         |
| Kuban Krasnodar     | 2016–17             | FNL                         | 13           | 1            | 1       | 0         | –        | –         | 14        | 1         |
| Kuban Krasnodar     | 2017–18             | FNL                         | 23           | 1            | 2       | 0         | –        | –         | 25        | 1         |
| Kuban Krasnodar     | Tổng cộng           | Tổng cộng                   | 39           | 2            | 4       | 0         | 0        | 0         | 43        | 0         |
| Kuban-2 Krasnodar   | 2016–17             | PFL                         | 17           | 3            | –       | –         | –        | –         | 17        | 3         |
| Kuban-2 Krasnodar   | 2017–18             | PFL                         | 2            | 0            | –       | –         | –        | –         | 2         | 0         |
| Kuban-2 Krasnodar   | Tổng cộng           | Tổng cộng                   | 19           | 3            | 0       | 0         | 0        | 0         | 19        | 3         |
| Rubin Kazan         | 2017–18             | Giải bóng đá ngoại hạng Nga | 7            | 0            | –       | –         | –        | –         | 7         | 0         |
| Tổng cộng sự nghiệp | Tổng cộng sự nghiệp | Tổng cộng sự nghiệp         | 65           | 5            | 4       | 0         | 0        | 0         | 69        | 5         |